# Antonio de Raco
Antonio de Raco (21 de agosto de 1915, Cittanova (Reggio Calabria),Italia-Buenos Aires, 9 de enero de 2010) fue un pianista y pedagogo argentino.
De Raco estudió con Vincenzo Scaramuzza y composición en el Conservatorio Nacional Carlos López Buchardo. A los 17, en 1932 debutó como pianista ofreciendo conciertos en Estados Unidos, Canadá, Italia, Rusia, Suiza, Francia y Alemania. Fue profesor del Conservatorio Nacional y del Conservatorio Municipal. 
En el 2002 recibió el Premio a la Trayectoria del Fondo Nacional de las Artes,  doctor honoris causa de la UNR, la medalla de oro del Mozarteum Argentino (2005), y la Medalla Antonio Pujía del Teatro Colón (2008), entre otras distinciones.
Compuso la banda sonora del largometraje Enigma de mujer (1956) y actuó en cine en Concierto para una lágrima.
Casado con la pianista Elizabeth Westerkamp, sus nietos son los pianistas Sergio Tiempo y Karin Lechner, motivo del documental La calle de los pianistas
Uno de sus últimos discípulos fue Horacio Lavandera.
En 1989 recibió el Premio Konex como pianista y en el 2010 el Konex de Platino como pedagogo.